# Pla del Bon Repós
El Pla del Bon Repós, popularmente conocido como El Pla, es un barrio de la ciudad española de Alicante.
Limita al norte con el barrio del Garbinet, al este con  Vistahermosa, al sur con Raval Roig-Virgen del Socorro y con el monte Benacantil, y al oeste con Carolinas Altas y Carolinas Bajas. 
Según el padrón municipal, cuenta en el año 2022 con una población de 13 622 habitantes (7209 mujeres y 6413 hombres).
En este barrio está ubicado el edificio del antiguo Hospital Provincial de San Juan de Dios, donde se instaló el moderno Museo Arqueológico de Alicante, también conocido como MARQ.

## Población
Según el padrón municipal de habitantes de Alicante, la evolución de la población del barrio de Pla del Bon Repós en los últimos años, del 2011 al 2022, tiene los siguientes números:
|              | 2011  | 2012  | 2013   | 2014   | 2015   | 2016   | 2017   | 2018  | 2019   | 2020   | 2021   | 2022  |
| ------------ | ----- | ----- | ------ | ------ | ------ | ------ | ------ | ----- | ------ | ------ | ------ | ----- |
| Población    | 13537 | 13474 | 13356  | 13191  | 13303  | 13047  | 13148  | 13170 | 13399  | 13698  | 13553  | 13622 |
| (Diferencia) |       | (-63) | (-118) | (-165) | (+112) | (-256) | (+101) | (+22) | (+229) | (+299) | (-145) | (+69) |

## Historia
En el siglo XIII el rey Alfonso X el Sabio y su esposa Violante de Aragón pasaron temporadas de descanso en Alicante, que por entonces pertenecía a Castilla como parte del reino de Murcia, durante sus viajes por Andalucía y el Levante. Según la tradición, tendrían una residencia en las afueras de la ciudad, en lo que actualmente es el barrio, y habría sido aquí, en una de estas temporadas, donde la Reina habría quedado encinta después de muchas dificultades para tener un heredero. Desde entonces se conoció al lugar como "el Buen Reposo", de donde vendría el nombre actual del barrio, Pla del Bon Repós (Llano del buen reposo).
Ya en el siglo XVII, con el desarrollo de la ciudad, se extendió por el paraje la superficie hábil para el cultivo.
Posteriormente, la buena comunicación con el resto de la ciudad y las buenas condiciones topográficas hicieron posible el surgimiento de la nueva barriada.  Su urbanización se inició en el siglo XIX en la zona norte del Benacantil, siguiendo el proyecto del arquitecto alicantino José Guardiola Picó a modo de ciudad lineal, con abundante arbolado y calles anchas. El arquitecto Juan Vicente Santafé y Arellano redactó en 1912 un nuevo proyecto de urbanización, planificando su desarrollo y usando la preexistente estructura de caminos, lo que completó con una conformación viaria casi ortogonal.
El 1 de marzo de 1931 se inauguró dentro de los límites del barrio el nuevo hospital provincial, construido según el proyecto del arquitecto Juan Vidal Ramos. Esto, unido a su conexión con el tranvía de la Huerta, impulsó el desarrollo del barrio. El edificio fue reconvertido en el año 2000 en  museo arqueológico, conocido como MARQ.

## Fiestas
Las fiestas principales del barrio son, como en el resto de la ciudad, las hogueras y en el Pla del Bon Repós plantan las siguientes comisiones:
- Pla del Bon Repós-La Goteta: planta en la avenida periodista Rodolfo Salazar y parte de su distrito está ubicado en los barrios vecinos de Garbinet y Vistahermosa.
- Pla-Hospital: planta en la plaza del doctor Gómez Ulla y parte de su distrito está ubicado en el barrio vecino de Carolinas Bajas
- Pla-Metal: planta en la calle Haroldo Parres.
- Portuarios-Pla del Bon Repós: planta en la plaza de la Estella.
- Sagrada Familia: planta en la calle Pintor Zuloaga, cerca de la plaza de Manila.

También se celebran, en diciembre, las fiestas de la Inmaculada, con una procesión por el barrio que parte de la iglesia de la Inmaculada del Pla, con la participación de varias de las hogueras del barrio.